# Нірал
Ніра́л (нід. neerhaler — «що тягне донизу»), ніргардер — елемент рухомого такелажу, снасть для спуску вітрил. Дія нірала протилежна дії фала. Кріпиться нірал до фалового кута. Застосовується там, де вага вітрила недостатня для його самостійного спуску після витравлення фала. Частіше за все використовується для прибирання косих вітрил (кліверів, стакселів). Залежно від вітрила нірали мають окремі найменування (клівер-нірал, бом-клівер-нірал, фока-стаксель-нірал).